# Onomichi-Brücke
Die Onomichi-Brücke (jap. 尾道大橋, Onomichi-ōhashi) ist eine Straßenbrücke in Onomichi in der Präfektur Hiroshima in Japan, die die Nationalstraße 317 über den Onomichi-Kanal, einen Seitenarm der Seto-Inlandsee, führt und damit den Zentralbereich des Ortes mit der ebenfalls zu ihm gehörenden Insel Mukaijima verbindet.
Die Onomichi-Brücke ist die älteste der japanischen Schrägseilbrücken mit mehr als 200 m Spannweite.
Rund 30 m westlich von ihr steht die neuere Shin-Onomichi-Brücke, die die Nishiseto-Autobahn über den Meeresarm führt.

## Beschreibung
Die Onomichi-Brücke dient mit ihren zwei Fahrspuren nach dem Bau der Autobahnbrücke nur noch dem örtlichen Verkehr. Sie hat zwei von den Fahrspuren durch Barrieren getrennte Gehwege, die aber nur 1,20 m breit sind und von den Verankerungen der Schrägseile belegt werden. Radfahrern wird daher empfohlen, die Fähre zu nehmen. 
Die zwischen 1966 und 1968 gebaute Schrägseilbrücke hat zwei rahmenförmige  Pylone, die auf schweren, unterhalb des Fahrbahnträgers angeordneten Betonpfeilern stehen. Die Pylone erreichen eine Höhe von 72,4 m über dem Meeresspiegel. An den Pylonköpfen sind jeweils zwei Schrägseile im Büschelsystem verankert – in dem aus statischer Sicht einfachsten System, das noch ohne die leistungsfähigen Computer berechnet werden konnte, wie sie für die späteren Schrägseilbrücken mit zahlreichen Seilen notwendig wurden.
Die Hauptöffnung zwischen den Pylonen hat eine Spannweite von 215 m, die beiden Seitenöffnungen von jeweils 85 m. Die Brücke hat eine lichte Höhe von 36,46 m.
Der insgesamt 10,40 m breite und 3,20 m hohe stählerne Fahrbahnträger ist in der Längsachse leicht nach oben gewölbt. Als Ergebnis von Windkanalversuchen hat er einen in die Fahrbahn integrierten Mittelstreifen aus einem offenen Gitterrost. Er besteht aus einer orthotropen Platte auf zwei Vollwandträgern und diagonalen Streben unter jeder Fahrbahn. Eine 6,5 cm starke Asphaltschicht bildet den Fahrbahnbelag.
Sie war ursprünglich mautpflichtig, die Maut-Periode endete aber 2013.